# قانون حماية الطيور المهاجرة
قانون حماية الطيور المهاجرة في 18 فبراير 1929 والمعروف أيضًا باسم قانون نوربيك أندرسن أنشأ لجنة حماية الطيور المهاجرة بالولايات المتحدة للنظر في أي مناطق من الأرض أو المياه التي أوصى بها وزير الداخلية للشراء والموافقة عليها أو التأجير من قبل خدمة الأسماك والحياة البرية الأمريكية ولتحديد السعر أو الأسعار التي يمكن شراء هذه المناطق أو تأجيرها بها. وهو امتداد لـ قانون معاهدة الطيور المهاجرة لعام 1918.
نظرت الهيئة في إنشاء ملاجئ جديدة للطيور المائية. في حين أنه ربما كان غير مهم بسبب الكساد الكبير، وكان الفعل خطوة مهمة لحركة الحفظ.